# 引田智子
引田 智子（ひきた ともこ、1972年11月3日 - ）は、日本の元アイドル、化粧品販売会社ソシエテ・ル レーブの責任者。現姓、村上（むらかみ）。東京都港区出身。父親はマジシャンの初代引田天功。声優の引田有美は異母姉。

## 略歴
小学生の時にプロダクションのボンド企画にスカウトされ、1983年、タモリの『キラキラ美少女コンテスト』で準グランプリ獲得。『日清サラダ油・ハチミツ通り』『サッポロ一番』などの幾つかのCMに出演した。
1985年夏、アイドルグループ「少女隊」のメンバー、チーコが椎間板ヘルニアにより脱退したことから、同年9月に新メンバーとして加入。少女隊時代の愛称は“トモ”。
1989年、少女隊が解散。その後はタレント、声優（TOMO名義）として活動。
1999年に結成された「1999少女隊」にレイコ、チーコと共に参加。同年秋に結婚し、芸能界を引退。

## 人物
少女隊では他の2名より3歳年下ということもあり妹キャラであった。インタビューなどで質問を受ける際に「やだよー」と子どもっぽく言うことがお約束であった。1988年12月27日に佐藤準からの紹介でテレフォンショッキングの電話を受けた際にタモリにも発している（タモリは引田のキャラを知っており「ほらほら言うんだよなー」と笑いながら言っている）。

## ディスコグラフィー

### シングルCD
- DAIJO-BU（1997年2月21日、ソニーレコード） - 引田とも子withばびっと隊名義
テレビアニメ「こどものおもちゃ」エンディングテーマ

### その他
- 『麻雀学園 東間宗四郎登場 サウンドトラック』（1990年4月1日、ポリドール）POCH-2003
「きっとブリザード」収録
- 『こどものおもちゃ サウンドトラック Vol.2』（1997年2月21日、ソニーレコード）
シングルと同日発売。テレビのエンディングで使われたサイズの「DAIJO-BU（TV EDIT VERSION）」を収録

## 出版

### 漫画原作
- なにはTOMOあれ女の子（1988年、月刊「ちゃお」（小学館）連載。作画：三留まゆみ）

### 雑誌
- CIRCUS MAX 2008年夏号（2008年、KKベストセラーズ） - インタビュー記事掲載

## 出演

### バラエティ
- オレたちひょうきん族
- 笑っていいとも!

### ドラマ
- 花のあすか組! 第20話（1988年9月5日、フジテレビ） - ノラ（戸川珠理） 役
- 天使のように生きてみたい（1992年7月3日 - 9月25日、TBS）
- あきれた刑事 第12話「アイドル誘拐」（1988年1月13日、日本テレビ）
- 勝手にしやがれヘイ!ブラザー 第11話（1989年、日本テレビ） - まりも 役
- ドラマチック22「哀愁の玉ねぎボーイ」（1989年11月11日、TBS）
- 花王 愛の劇場「ママの色鉛筆」（1988年6月27日 - 8月12日、TBS）
- BAACHAN RAKUEN お米ができるまで 林檎牌編 ※PCエンジンのゲーム『麻雀学園 東間宗四郎登場』（1989年11月24日発売）の特典ビデオ
- 狙撃 THE SHOOTIST 3（1991年、東映Vシネマ） ※

### 声優
- フォトン（1997年 - 1999年、OVA） - ポチ1号 役
- こどものおもちゃ（1996年4月5日 - 1998年3月27日、テレビ東京） - ばびっと 役
- 魔法学園LUNAR! 青い竜の秘密（1997年、アニメ映画） - 優秀な生徒達 役

### CM
- 日清製油「ハチミツ通り」
- サンヨー食品「サッポロ一番」

### PV
- 鈴木康博『SO LONG』（1984年9月1日）